# Parafia św. Małgorzaty w Płużnicy
Parafia Świętej Małgorzaty w Płużnicy – parafia rzymskokatolicka w diecezji toruńskiej, w dekanacie Wąbrzeźno, z siedzibą w Płużnicy.

## Historia
- Parafia powstała w XIII wieku.

## Grupy parafialne
- Akcja Katolicka, Żywy Różaniec, Schola, Papieskie Dzieła Misyjne Dzieci, Koło Charytatywne, Towarzystwo Przyjaciół Wyższego Seminarium Duchownego w Toruniu

## Miejscowości należące do parafii
- Bartoszewice, Czaple część wsi, Józefkowo, Kotnowo, Ostrowo, Orłowo